# Mandi (miasto)
Mandi – miasto w północnych Indiach w stanie Himachal Pradesh, w zachodnich Himalajach.
Populacja miasta w 2001 roku wynosiła 60 387 mieszkańców.